# Personaggi dei Puffi

Pigrone, Vanitoso, Puffetta, Golosone, Inventore e Grande Puffo nell'episodio Sogni puffosi, della seconda stagione della serie animata del 1981

Questa voce raccoglie i personaggi principali presenti nel fumetto, nella serie animata I Puffi, nei film e ne I Puffi (serie animata 2021), creati dal fumettista Peyo e dagli animatori della Hanna-Barbera.

## I Puffi

### Grande Puffo
Grande Puffo (in originale Grand Schtroumpf, in inglese Papa Smurf) è il capo dei Puffi. I suoi abiti sono rossi e ha una folta barba bianca. Essendo molto saggio ed equilibrato, tutti i Puffi si rivolgono a lui per risolvere i problemi. È un mago abile nel preparare incantesimi e pozioni. All'inizio della serie ha 542 anni ed è il più vecchio di tutti i Puffi, fino al ritorno di Nonno Puffo e Nonna Puffa nel villaggio. È particolarmente ammirato da Quattrocchi, che apprezza la sua grande intelligenza e cultura, non lo contraddice mai, e lo cita spesso come prova della correttezza delle sue opinioni. Gli altri puffi invece qualche volta mettono in dubbio le opinioni o le scelte di Grande Puffo, anche se egli ha una specie di sesto senso che gli permette di prendere sempre le decisioni giuste. Grande Puffo usa spesso un possente maschio di alce per cavalcatura, esclama spesso "Incredibile, veramente incredibile!", e lascia spesso momentaneamente il villaggio volando con la cicogna Bianca per andare a trovare Omnibus, Madre Natura o Padre Tempo. In questi casi tende ad affidare il ruolo di capo, a Quattrocchi, Nonno Puffo o, più raramente, a Puffetta. Tende a trattare i Puffi più giovani come fossero suoi figli, amandoli e rimproverandoli quando necessario, i Puffolini e Baby Puffo come fossero suoi nipotini, e Nonno Puffo come fosse suo padre. Quando Grande Puffo viene mostrato più giovane ha la barba marrone invece che bianca, ma ha sempre il cappello e la veste rossa. È doppiato in italiano da Elio Pandolfi (episodio pilota), Gino Pagnani (seconda voce), Tonino Accolla (terza voce), Arturo Dominici (quarta voce), Gianni Musy (I Puffi), Bruno Alessandro (I Puffi 2), Massimo Lopez (I Puffi - Viaggio nella foresta segreta), Paolo Marchese (I Puffi (serie animata 2021)) e Paolo Bonolis (I Puffi - Il film).

### Puffetta
Puffetta (a volte chiamata Puffina) (in originale La Schtroumpfette, in inglese Smurfette) è un Puffo femmina creata dal mago Gargamella per portare scompiglio nel villaggio dei Puffi. Prima del suo arrivo, nel villaggio erano presenti solo Puffi maschi. All'inizio ha i capelli neri, è piuttosto bruttina ed esegue gli ordini del mago malvagio che le ha messo una pietra al posto del cuore: Grande Puffo, però, la aiuterà a diventare buona, trasformandole l'aspetto con una magia che la farà diventare bionda, carina ed elegante. Non esistendo altre Puffe in natura, Puffetta rimane l'unica femmina del villaggio, fino alla creazione di Bontina e al ritorno di Nonna Puffa. Nel film I Puffi - Viaggio nella foresta segreta si scopre che nella foresta proibita esiste un intero villaggio di ragazze Puffe. Puffetta ha un linguaggio più simile a quello umano di quello degli altri Puffi, e ama molto i fiori, tanto che ne coltiva molti nel suo giardino. Dimostra spesso un carattere forte e dolce insieme, anche se a volte un po' capriccioso, e per le sue doti spesso dimostra di essere all'altezza di Grande Puffo in fatto di responsabilità quando l'anziano capo dei puffi è via dal villaggio, anche se non ha poteri magici come lui. È doppiata in italiano da Fiamma Izzo (prima voce, I Puffi e I Puffi 2), Loredana Nicosia (seconda voce), Joy Saltarelli (I Puffi - Viaggio nella foresta segreta e I Puffi (serie animata 2021) e Domitilla D'Amico (I Puffi - Il film).

### Quattrocchi
Quattrocchi (talvolta Puffo Saccente, Puffo Miope, Puffo con gli Occhiali, in originale Schtroumpf à Lunettes, in inglese Brainy Smurf) è l'intellettuale del villaggio. Indossa grossi occhiali neri e tondi senza cui non ci vede. Si considera il più intelligente tra tutti i Puffi (a parte Grande Puffo), anche se le sue convinzioni sono spesso smentite. Si considera anche l'assistente di Grande Puffo e spesso prova a sostituirlo in sua assenza, ma non essendo esperto di magia come Grande Puffo di solito i risultati non sono brillanti. Possiede dalla terza stagione animata una collezione di libri detti Le citazioni di Quattrocchi (da lui stesso scritti) che presta volentieri agli altri Puffi del villaggio. I suoi lunghi discorsi vengono mal digeriti dalla maggior parte degli altri Puffi, per cui spesso lo scaraventano fuori dal villaggio facendogli dare delle gran testate a terra (nei cartoni) o lo colpiscono con un martello di legno (nei fumetti e nel film Il flauto a sei Puffi). Nella traduzione italiana dei cartoni conclude spesso le frasi con "Che è meglio" oppure "Che è peggio" a seconda delle sue idee, cosa che non avviene nella versione originale inglese; quando vuole ammonire un Puffo ripete tipicamente tre volte il suo nome, come nella versione originale. È spesso in compagnia di Tontolone, che nella serie animata diventa il suo amico del cuore, nonché il suo esatto contrario per indole. All'inizio della serie animata diventa Re Puffo, a differenza dei fumetti in cui il re (o Puffissimo) è un Puffo comune. È doppiato in italiano da Marco Guadagno (prima voce, I Puffi, I Puffi 2 e I Puffi (serie animata 2021)), Fabrizio Vidale (seconda voce) e Davide Garbolino (I Puffi - Viaggio nella foresta segreta).

### Tontolone
Tontolone (talvolta Goffo, in originale Schtroumpf Maladroit, in inglese Clumsy Smurf) è sempre distratto e combina guai. Non è di solito capace di compiere bene un lavoro, perché talmente maldestro da non riuscire a camminare senza inciampare o urtare qualcuno o qualcosa, o senza cadere in qualche buca. Mentre nei fumetti ha lo stesso aspetto degli altri Puffi, nella serie animata indossa un cappello più largo che gli scende sugli occhi. Colleziona sassi, dimostrando spesso una forza fisica notevole, ed è l'unico Puffo ad ammirare sempre Quattrocchi, di cui è l'amico incondizionato (nonostante spesso sia proprio Quattrocchi a rimproverarlo per primo quando fa errori). Inizia spesso le sue frasi con "Yup!" o "Gosh!" nella serie animata. Spesso quando la situazione lo richiede mostra di poter essere anche più sensibile e accorto degli altri puffi, e qualche volta è proprio lui a salvare il villaggio. È doppiato in italiano da Giuppy Izzo (episodio pilota), Fabrizio Mazzotta (seconda voce, I Puffi, I Puffi 2 e I Puffi (serie animata 2021)), Fabrizio Vidale (terza voce) e Gabriele Patriarca (I Puffi - Viaggio nella foresta segreta).

### Inventore
Inventore (in originale Schtroumpf Bricoleur, in inglese Handy Smurf) è il tuttofare del villaggio, anche se è essenzialmente un falegname. Realizza spesso macchinari innovativi e anacronistici (le storie sono ambientate nel Medioevo) per aiutare nel lavoro gli altri Puffi. Non sempre però le sue invenzioni funzionano bene e il loro utilizzo si rivela a volte non idoneo allo stile di vita dei Puffi. Nei fumetti e nei film indossa una salopette blu, mentre nella serie animata la sua salopette è bianca, dal suo cappello spunta una visiera e su un orecchio ha sempre una grossa matita gialla. È di carattere molto serio e pragmatico, e a volte si arrabbia quando gli altri Puffi gli rompono o criticano i suoi lavori. Già nella prima serie animata crea il Puffo Meccanico (o Robot nei fumetti) e in seguito, nella settima stagione, gli dà una compagna, Puffetta Meccanica. Nell'episodio 20 della terza serie si innamorerà di Morena la sirena (Mermaid Marina), che ritornerà in un episodio della stagione 5 (dove il doppiaggio italiano la chiamerà Sissimeri) e nell'episodio 4 della sesta, in cui il doppiaggio italiano la chiamerà invece Serena. Normalmente Inventore è in buoni rapporti con Forzuto, formando con lui una coppia "cervello e muscoli" nel lavoro. In alcune occasioni invece non vanno d'accordo e litigano. È doppiato in italiano da Fiamma Izzo (prima voce), Laura Lenghi (seconda voce), Susanna Fassetta (terza voce), Loredana Nicosia (quarta voce), Claudio Sorrentino (quinta voce), Francesca Guadagno (sesta voce), Paola Giannetti (settima voce), Massimo Rinaldi (ottava voce) e Stefano Broccoletti (I Puffi (serie animata 2021)).

### Forzuto
Forzuto (talvolta Sportivo, in originale Schtroumpf Costaud, in inglese Hefty Smurf) è il ginnasta e atleta del villaggio. Adora fare ginnastica e soprattutto sollevamento pesi, per cui è di gran lunga il più forte di tutti i Puffi e spesso aiuta gli altri puffi nei lavori più pesanti, come trasportare legna. Nei fumetti ha un tatuaggio sul braccio destro a forma di cuore rosso, nei film sul braccio sinistro, mentre nei cartoni il cuore diventa trafitto da una freccia. È orgoglioso della sua forza, ha un carattere energico e a volte si mostra rude verso gli altri Puffi adulti della sua età. Spesso si lamenta quando gli altri Puffi piangono o si mostrano paurosi, ma anche lui scappa quando viene inseguito da Gargamella o altri nemici potenti. Nonostante il carattere, Forzuto è sempre pronto ad aiutare gli altri Puffi quando sono nei guai ed è molto leale con i suoi amici. Nonostante le sue doti fisiche Forzuto ha talvolta paura delle altezze (acrofobia). È doppiato in italiano da Fabio Boccanera (episodio pilota), Rita Baldini (seconda voce), Georgia Lepore (terza voce), Giuppy Izzo (quarta voce), Massimo De Ambrosis (I Puffi, I Puffi 2 e I Puffi (serie animata 2021)) e Francesco De Francesco (I Puffi - Viaggio nella foresta segreta).

### Golosone
Golosone (in originale Schtroumpf Gourmand, in inglese Greedy Smurf) è sempre affamato e ha un fazzoletto al collo. Adora soprattutto i dolci e nei fumetti è spesso inseguito dal Puffo Panettiere, a cui ha rubato il cibo. Nella serie animata, il suo personaggio è stato combinato con quello del Puffo Cuoco e indossa un cappello da cucina a due sbuffi con un tovagliolo al collo. Assaggia sempre le sue creazioni ed esprime pareri anche sulle zuppe di Gargamella, pur essendo spesso uno degli ingredienti. Conclude spesso le sue frasi con "Sì!" nella traduzione italiana della serie animata. Talvolta viene rimproverato dagli altri Puffi per la sua voracità. Le sue pietanze, di solito torte, pasticcini, frittelle e succhi di frutta, hanno come ingrediente di base le Puffbacche o Puffragole (Smurfberries) nei cartoni, la salsapariglia nei fumetti. A volte altri Puffi rubano o rovinano le sue pietanze, facendolo arrabbiare. È doppiato in italiano da  Liliana Jovino (prima voce), Germana Dominici (seconda voce), Gianni Williams (terza voce), Claudio Sorrentino (quarta voce), Mauro Gravina (quinta voce), Maurizio Fardo (sesta voce) e Marco Baroni ne I Puffi (serie animata 2021).

### Cuoco/Chef
Cuoco/Chef (in originale Schtroumpf Cuisinier, in inglese Chef Smurf) cucina per l'intero villaggio. Indossa un grembiule ed un cappello da cuoco del tipo "toque". Nella serie animata, il suo personaggio è stato combinato con quello di Golosone. Nei film viene chiamato Puffo Chef. La sua frase tipica è: "Sono uscito!". Ne I Puffi (serie animata 2021) è doppiato in italiano da Michele Botrugno.

### Vanitoso
Vanitoso (in originale Schtroumpf Coquet, in inglese Vanity Smurf) è un Puffo estremamente narcisista. Ha sempre uno specchio in mano e indossa un fiore a cinque petali sul cappello (bianco nei fumetti, rosa nei cartoni, giallo nei film). Bacia spesso il suo riflesso che vede sul suo specchio portatile, ha un'intera collezione di specchi a casa sua, e si ritiene il più bello tra i Puffi, nonostante i Puffi adulti si assomigliano tutti tra loro. Nella serie animata (anche quella in lingua inglese) ha un accento francese leggermente effeminato, e inoltre può descriversi con aggettivi volti al femminile, come fosse un damerino, e a volte viene considerato come una femmina. Dal suo riflesso nascerà "il centesimo Puffo". Pur essendo un narciso non è affatto un egoista, e per questo non è nemmeno malvoluto dagli altri. Inoltre ha un buon carattere al pari di Tontolone, e spesso Vanitoso e Puffetta appaiono assieme in compagnia come amici nei cartoni. Vanitoso desidera essere il soggetto preferito dei dipinti di Puffo Pittore, ma Pittore gli preferisce Puffetta, lasciando Vanitoso dispiaciuto. È doppiato in italiano da Giorgio Borghetti (prima voce), Francesca Guadagno (seconda voce), Paola Giannetti (terza voce), Massimo Rinaldi (quarta voce) ed Edoardo Stoppacciaro (I Puffi 2 e I Puffi (serie animata 2021)).

### Brontolone
Brontolone (in originale Schtroumpf Grognon, in inglese Grouchy Smurf) è il misantropo del villaggio. Appare sempre accigliato e con le braccia incrociate. Ripete sempre "Io odio..." (o "A me non piace..." nei fumetti) riferendosi a qualunque cosa di cui si parli. Nei fumetti viene ipotizzato che in origine era un Puffo normale, il cui carattere è stato alterato per sempre dal morso della mosca Nenè (o Memè nei cartoni) nella storia "I Puffi Neri" (o Viola nei cartoni). Nei cartoni invece il suo carattere è tale fin dalla prima apparizione. Nonostante l'apparenza, Puffo Brontolone non è irascibile: è più che altro un "bastian contrario", che fa spesso l'opposto di quello che fanno gli altri. In realtà Brontolone è uno dei Puffi più sensibili, e non è raro che pianga di nascosto. Quando Brontolone dice "io odio" prosegue con parole che però possono non legare con la frase principale in modo corretto grammaticalmente: per esempio può dire "io odio faccio così" (invece di "fare così"), o anche "Io odio 'che è meglio' ", oppure può accompagnare il suo "io odio" con onomatopee come "io odio gnap gnap", nei Puffi Viola. In altre parole, ripete esattamente quello che ha sentito in precedenza. Ma in alcune puntate, oltre al classico "io odio..." si aggiungono frasi articolate, rivelando di non avere un vocabolario così limitato come può apparire a prima vista. Se altri puffi dicono "Io odio..." lui continua con "anch'io". È doppiato in italiano da Simona Izzo (prima voce), Fiamma Izzo (seconda voce), Giuppy Izzo (terza voce), Riccardo Rossi (I Puffi e I Puffi 2) e Gabriele Tacchi (I Puffi (serie animata 2021).

### Pittore
Pittore (in originale Schtroumpf Peintre, in inglese Painter Smurf) è, come suggerisce il nome stesso, l'artista del villaggio. Inizialmente veniva raffigurato come un Puffo normale con in mano il pennello e la tavolozza dei colori, e successivamente vestito con una giacca da lavoro rossa, una cravatta nera, cappello cascante, e talvolta un basco nero. È sempre intento a dipingere o a creare delle sculture, e all'inizio nelle storie a fumetti non doveva essere confuso con il Puffo Scultore. A volte le sue arti non sono capite dagli altri Puffi. Puffo Pittore vive per i suoi disegni e per i suoi quadri. Ama passare intere giornate a dipingere e i suoi giochi preferiti sono proprio i suoi pennelli, la tavolozza e i colori. Gli piace dipingere di tutto: dai Puffi che lavorano o giocano nel villaggio agli animali della natura e a paesaggi incantevoli e con il suo pennello crea vere e proprie opere d'arte, ma il soggetto che più gli piace ritrarre è Puffetta, la sua preferita, la sua musa ispiratrice. Lo si vede sempre aggirarsi per il villaggio o nella sua casetta con la sua tavolozza con i colori e il suo pennello, con aria serena e spensierata. Nei cartoni animati il puffo Pittore parla con un accento francese, usa spesso intercalari francesi (come "parbleu") che possono essere anche citazioni di artisti o opere d'arte francesi (come "Arc de Triomphe"). A volte, nei fumetti, viene chiamato con il nome di puffo Artista. È doppiato in italiano da Francesca Guadagno (prima voce), Fiamma Izzo (seconda voce), Fabrizio Mazzotta (terza voce e I Puffi (serie animata 2021) e Fabrizio Vidale (quarta voce).

### Burlone
Burlone (in originale Schtroumpf Farceur, in inglese Jokey Smurf) è letteralmente il burlone del villaggio. È sempre allegro, ride con una inconfondibile risata, e si diverte facendo scherzi agli altri. Ama fare ogni tipo di scherzo, ma il suo preferito e quasi sempre usato è un pacco giallo di forma cubica con un fiocco rosso, che esplode quando viene aperto emettendo un fumo scuro che affumica in tutto o in parte il Puffo colpito. Inizia sempre dicendo "Ho una sorpresa per te!" prima di consegnare il suo pacco esplosivo, e poi ride commentando "È stato molto divertente!", anche se di solito la vittima non trova molto divertente lo scherzo. Nessun puffo adulto può essere risparmiato dai suoi scherzi (qualche volta nemmeno Grande Puffo): il suo Puffo preferito però è Quattrocchi, perché cade regolarmente nel tranello e si arrabbia sempre non avendo senso dell'umorismo. Una delle sue vittime preferite è però anche Gargamella, per gli stessi motivi. Nella serie animata il suo compleanno coincide con la festa di Halloween. Talvolta rimane egli stesso vittima dei suoi scherzi. Si riconosce dagli altri puffi dal tipo di risata e dal fatto che spesso porta con sé uno dei suoi pacchi esplosivi. È doppiato in italiano da Fiamma Izzo (episodio pilota), Francesca Guadagno (seconda voce), Laura Lenghi (terza voce), Loris Loddi (quarta voce), Germana Dominici (quinta voce), Giorgio Borghetti (sesta voce), Gianni Williams (settima voce), Maurizio Fardo (ottava voce), Gianluca Crisafi (I Puffi) e Federico Campaiola (I Puffi (serie animata 2021).

### Poeta
Poeta (in originale Schtroumpf Poète, in inglese Poet Smurf) è il poeta del villaggio: racconta e crea continuamente delle poesie. È molto sensibile e artistico. Gira per il villaggio con in mano una piuma d'oca imbevuta di inchiostro e nell'altra un foglio su cui scrivere le sue poesie. Passa la maggior parte del suo tempo vagando per la natura per improvvisare poemi e qualche volta ha difficoltà a trovare dei versi per una rima. Solitamente, riesce a trovare le rime in seguito a qualche incidente, come scivolando sul sapone o dopo la caduta di una pera sulla sua testa. Tutto il giorno crea versetti, quartine e canti lirici per poi rileggerli poeticamente all'intero villaggio. È doppiato in italiano da Loris Loddi (prima voce), Germana Dominici (seconda voce), Loredana Nicosia (terza voce), Massimo Rinaldi (quarta voce) e Stefano Onofri ne I Puffi (serie animata 2021).

### Stonato
Stonato (talvolta Musicista, in originale Schtroumpf Musicien, in inglese Harmony Smurf) è il Puffo che più ama la musica tra tutti i Puffi del villaggio. Il suo strumento preferito è la tromba (chiamata spesso "corno" nella versione animata in inglese), ma le note che emette dai suoi strumenti musicali sono completamente prive di armonia, e non possono essere tollerate a lungo dagli altri Puffi. Nella serie animata Grande Puffo spesso gli ordina di radunare gli altri puffi con il suono della sua tromba, o di dare l'allarme (sempre con la tromba) in caso di emergenza, richiamando il villaggio in raccolta. Spesso porta con sé la tromba. Stonato sembra avere anche un debole per Baby Puffo, e non è raro vederlo nella serie animata con il Puffolino neonato in braccio, proprio come Brontolone. È doppiato in italiano da Loredana Nicosia (prima voce), Giuppy Izzo (seconda voce), Mauro Gravina (terza voce) e Stefano Broccoletti (I Puffi (serie animata 2021).

### Contadino
Contadino (in originale Schtroumpf Paysan, in inglese Farmer Smurf) cura l'orto del villaggio, seminando e raccogliendone i frutti con grande passione e entusiasmo. Mentre nei fumetti indossa un cappello di paglia, con una salopette e un paio di zoccoli, nella serie animata è vestito come gli altri Puffi e ha sempre in mano una zappa. Nella sesta serie animata diventerà il padrone del Genio Zuccone (Gourdy), un piccolo genio buono ma piuttosto pasticcione, simile a quello della lampada di Aladino ma vivente in una zucca magica orientale, da cui il nome. Il Puffolino Naturone assomiglia in parte al Contadino dei fumetti nell'abbigliamento. Tra i prodotti di Contadino ci sono carote, angurie, cipolle, lattuga, spinaci, pomodori, patate, zucca, granoturco, e naturalmente puffbacche. È doppiato in italiano da Francesca Guadagno (prima voce), Giuppy Izzo (seconda voce), Mauro Gravina (terza voce) e Daniele Raffaeli ne I Puffi (serie animata 2021).

### Pigrone
Pigrone (in originale Schtroumpf Paresseux, in inglese Lazy Smurf o Sleepy) è molto sonnolento e passa la maggior parte del suo tempo a dormire. Ogni volta finisce sempre per essere richiamato ai suoi doveri dagli altri Puffi, specialmente da Grande Puffo e Quattrocchi. Quando i Puffi vanno a lavorare alla loro diga o a cercare il cibo per l'inverno, il Grande Puffo deve ogni volta stare attento al Puffo Pigrone il quale odia lavorare perché lo fa sentire "stanco" e diventare anche "malato". È il primo Puffo a venire morso dalla Mosca Nenè, ispirata dalla famosa Mosca Tse-Tse dell'Africa che trasmette la malattia del sonno. Nella sesta serie animata mentre dorme viene catturato da Morfeo (Morphio) o Smorfione, il demone degli incubi, ma verrà liberato da Grande Puffo. Spesso è Stonato a tenerlo sveglio con la sua tromba, oppure Burlone con i suoi pacchi esplosivi. È doppiato in italiano da Marzio Margine (prima voce), Mauro Gravina (seconda voce), Gianni Williams (terza voce), Marco Guadagno (quarta voce) e Alessio Puccio (I Puffi (serie animata 2021).

### Sognatore
Sognatore (in originale Schtroumpf Rêveur, in inglese Dreamy Smurf) è un "sognatore ad occhi aperti" e immagina sempre di esplorare posti nuovi e vivere mille avventure. All'inizio della serie animata è identificato con l'Astropuffo, che nei fumetti è invece un personaggio differente. Inoltre nelle storie originali non ha un nome specifico, mentre nei cartoni il suo carattere viene sviluppato fino a fargli esplorare i mari facendolo diventare Capitan Sognatore. In occasione dei suoi viaggi, il comune cappello da Puffo viene sostituito da una feluca. È doppiato in italiano da Rory Manfredi (prima voce), Marzio Margine (seconda voce), Riccardo Rossi (terza voce), Claudio Sorrentino (quarta voce), Simona Izzo (quinta voce), Massimo Rinaldi (sesta voce) e Francesco Ferri (I Puffi (serie animata 2021).

### Navigatore
Navigatore (in originale Schtroumpf Navigateur, in inglese Navigator Smurf) naviga con delle barche costruite insieme ai suoi amici Puffi e talvolta porta un cappello blu bicorno. Può essere confuso con il Puffo Gustino. Nei fumetti, il personaggio è noto come Puffo Marinaio (Mariner Smurf), che ha iniziato come Puffo Subacqueo (Submariner Smurf), affrontando diversi pericoli nei fondali marini. Nei fumetti in lingua originale francese è noto invece con i nomi Schtroumpf Marin, Schtroumpf Navigateur e Schtroumpf Sous-Marinier.

### Sarto
Sarto (in originale Schtroumpf Tailleur, in inglese Tailor Smurf) cuce su misura tutti i vestiti nel villaggio. Nella serie a cartoni animati ha due aghi sul berretto e un metro a nastro intorno al collo, mentre nei fumetti poggia gli aghi su un cuscinetto rosso legato al braccio. Un'altra differenza tra i cartoni e le storie originali è l'insegna della sua bottega, nei primi è visibile un rocchetto di filo e un ago disegnati su un pezzo di legno, mentre nei fumetti c'è una grande forbice appesa accanto alla porta. I Puffolini maschi, una volta diventati tali, rifiutano gli abiti classici da puffo che Sarto ha cucito per loro, indossando vestiti simili a quelli di un moderno bambino umano. È doppiato in italiano da Teo Bellia e da Giuseppe Tosto ne I Puffi (serie animata 2021).

### Baby Puffo
Baby Puffo (in originale Bébé Schtroumpf, in inglese Baby Smurf) è stato portato nel villaggio da una cicogna in una notte di luna blu. Apre la terza serie animata. Nei fumetti alterna una tutina bianca a una rosa, mentre nei cartoni è sempre vestito di bianco e ha un sonaglio in mano. Nella serie si esprime col linguaggio stentato dei neonati e ripete sempre "Puffonghè". La prima parola di senso compiuto che riesce a pronunciare è "Gargamella!". È dotato di poteri magici che tutti ignorano, a parte Grande Puffo e Nonno Puffo. All'arrivo del cane Cucciolo nel villaggio Baby Puffo è l'unico che riesce ad aprire di nascosto il magico medaglione che l'animale porta al collo, diventandone il legittimo e unico padrone. Baby Puffo è particolarmente amato da tutti i Puffi in generale. A volte tende a smarrirsi nella foresta. È doppiato in italiano da Giuppy Izzo e da Valeria Vidali ne I Puffi (serie animata 2021).

### Naturone
Naturone (talvolta Naturalista o Giardiniere, in originale Schtroumpf Nature, in inglese Natural Smurf o Nat Smurfling) è originariamente un Puffo adulto che ringiovanisce rimanendo chiuso per sbaglio nella pendola di Padre Tempo, assieme ad altri due Puffi e alla sua farfalla che ritorna bruco. Prima di diventare Puffolino appare in vari episodi come amico degli animali, di cui capisce il linguaggio. Tornato bambino decide di cambiare abbigliamento indossando un cappello di paglia e un pantalone marrone con una sola bretella. Va in giro scalzo e, come gli altri Puffolini, utilizza spesso Cucciolo come mezzo di trasporto. A volte aiuta Madre Natura nelle sue mansioni ed è spesso accompagnato da una farfalla (Flutterby, anagramma di Butterfly) e talvolta da un bruco. Naturone spesso è il leader dei Puffolini. Anche da Puffolino Naturone non perde la sua capacità di capire ed amare profondamente tutti gli esseri viventi. Nel complesso musicale dei Puffolini, Naturone suona strumenti a corda. È doppiato in italiano da Lorena Bertini (prima voce) e Francesca Rinaldi (seconda voce).

### Sciccoso
Sciccoso (in originale Schtroumpf Colérique, in inglese Snappy Smurfling) è un altro Puffo che ringiovanisce per sbaglio diventando Puffolino. Si vestirà con una maglietta gialla che ha stampata sul davanti una nuvola e un fulmine, esplicativa del suo carattere collerico e impulsivo. Sciccoso però sa essere anche molto sensibile e altruista. Ha la R moscia e ammira Forzuto per la sua forza e per il suo carattere energico, e cerca spesso di imitarlo facendo acrobazie che però di solito si risolvono in guai. È anche il Puffolino che tende più spesso a lamentarsi degli adulti, giudicati spesso dai Puffolini come saccenti e poco attenti alle loro esigenze. Nel complesso musicale dei Puffolini, Sciccoso fa il batterista. È doppiato in italiano da Roberta Paladini.

### Sciattone
Sciattone (in originale Schtroumpf Molasson, in inglese Slouchy Smurfling) è il terzo Puffo che ritorna Puffolino. È sempre molto rilassato e cammina con le mani in tasca e gli occhi socchiusi, indossando una t-shirt rossa e delle scarpe da tennis. Spesso mostra più buonsenso degli altri Puffolini. Nel complesso musicale dei Puffolini, Sciattone suona un sassofono ricavato da un tubo e canta. Sciattone non deve essere confuso con Sciattoso, un Puffo adulto che appare nei cartoni prima dell'arrivo dei Puffolini. È doppiato in italiano da Mauro Gravina.

### Bontina
Bontina (o Sassetta in alcune traduzioni dei fumetti, in originale Sassette, in inglese Sassette Smurfling) viene creata dai Puffolini per dare una compagna a Puffetta, utilizzando la formula magica originale di Gargamella. A causa del dosaggio degli ingredienti "a misura di Puffolino" viene fuori una Puffolina più piccola di Puffetta con due trecce rosso chiaro e una salopette rosa. Il nome originale, declinato al francese come Smurfette, deriva da sassy, aggettivo che significa "impertinente"; quello italiano si riferisce presumibilmente al suo carattere dolce, almeno dopo l'integrazione nel villaggio. Nella serie animata è in origine cattiva come la prima Puffetta, e ha i capelli in disordine. Per un maleficio di Gargamella che scopre di essere stato privato della formula della creazione l'argilla blu con cui è stata creata sarebbe dovuta esplodere con il sole di mezzogiorno, ma ancora una volta è Grande Puffo a mettere a posto le cose. Bontina ama chiamare Grande Puffo "Papi" (letteralmente "nonnino" in francese), a volte con un certo disappunto da parte del capo dei puffi, e spesso chiama Nonno Puffo "nonnino". Riconosce ingenuamente un ruolo anche a Gargamella per la sua nascita gli dà spesso fiducia al punto da soprannominarlo "papino Gargamella" e a commuoversi per la sua sorte. Il Puffo Sarto le cuce la bambola Puffilou (Smurfy Lou), che Bontina ritiene la sua migliore amica fino all'incontro con Denisa. È amica di Puffetta, ma le interessano poco i fiori e preferisce invece giocare con le ranocchiette che trova. In generale ama gli animali come Naturone anche se non sa parlare con loro come lui, e nelle sue esclamazioni usa spesso nomi di animali. Bontina è molto intelligente e coraggiosa, e segue spesso i Puffi adulti nelle loro missioni pericolose anche quando questi le dicono di rimanere nel villaggio per prudenza perché ancora troppo piccola. Riesce a fare cose sorprendenti, come fare da baby sitter al nipotino di Bue Grasso, l'orchetto Piedone, o ad addomesticare l'enorme Mostro Rana, normalmente nemico dei Puffi. È doppiata in italiano da Antonella Rinaldi.

### Nonno Puffo
Nonno Puffo (in originale Vieux Vieux Schtroumpf, in inglese Grandpa Smurf) apre la sesta stagione animata e non appare nei fumetti originali, ma solo in quelli fatti per la rivista e nei cartoni. È il più vecchio dei Puffi e ritorna al villaggio dopo 500 anni di assenza. È vestito di giallo con un cappello consumato sulla punta e una salopette seminascosta dalla lunga barba bianca, nella quale nasconde spesso gli oggetti. Porta un paio di occhiali collegati alle orecchie da una catenella e cammina leggermente ricurvo aiutandosi con un bastone. È stato il mentore di Grande Puffo e ama viaggiare con una mongolfiera magica di colore viola con cerchi rosa, che ha bisogno di una formula magica per essere diretta nella destinazione giusta, e sulla quale i Puffi si addormentano magicamente durante il viaggio. Quando era lui il grande Puffo nascose nel villaggio la Pietra della Lunga Vita, che consente ai Puffi di vivere molto più a lungo degli uomini. Esclama spesso interiezioni come "Per tutti i Puffi!" o "Per tutti i ghirigori!" ed è molto arzillo nonostante l'età, stupendo persino Grande Puffo, con il quale condivide la saggezza. Quando Grande Puffo manca dal villaggio, Nonno Puffo spesso lo sostituisce. Fu lui a piantare la ghianda dalla quale nacque la Grande Quercia (Great Oak Tree), grande albero al centro della foresta dei Puffi sotto il quale i Puffi usano spesso radunarsi assieme. Nonna Puffa diventerà dall'ottava stagione animata la sua controparte femminile, con caratteristiche a lui simili. È doppiato in italiano da Carlo Reali (prima voce) e Gil Baroni (seconda voce).

### Puffo Meccanico
Puffo Meccanico (Puffo Robot nei fumetti, in originale Schtroumpf Robot o Schtroumpf Mécanique, in inglese Clockwork Smurf) è un automa in legno costruito da Inventore. Nonostante il livello tecnologico del Medioevo europeo in cui i Puffi si trovano, è capace di sentimenti e di moralità. Nella storia originale riesce a mangiare foglie di salsapariglia, trasformandole in brodo caldo che versa dalla punta del cappello. Nella serie animata è dotato di forza eccezionale per un puffo, molto superiore a quella di Forzuto, ma inferiore a quella del gigantesco Bue Grasso di cui Puffo Meccanico è amico. Fin dalla prima serie animata diventa amico del Principe Gerardo, che aiuta a diventare Re, rimanendo sempre con lui e abbandonando il villaggio per andare a vivere nel suo castello: ma ogni tanto va a trovare i suoi amici puffi nel loro villaggio. Ne I Puffi (serie animata 2021) è doppiato in italiano da Luigi Ferraro.

### Puffetta Meccanica
Puffetta Meccanica (in originale Schtroumpfette Robot o Schtroumpfette Mecanique, in inglese Clockwork Smurfette) è stata costruita da Inventore per dare una compagna al Puffo Meccanico. Anche lei è dotata di sentimenti e grande forza fisica, e va a vivere nel castello di Re Gerardo. Assomiglia a Puffetta ma dal suo cappello spuntano lunghe trecce nere con fiocchi porpora invece di capelli biondi. A differenza di Puffo Meccanico, può essere caricata da una chiavetta che ha sulla schiena.

### Selvaggio
Selvaggio (in originale Schtroumpf Sauvage, in inglese Wild Smurf) è cresciuto nella foresta allevato dagli scoiattoli. È un Puffo disperso molti anni prima mentre una cicogna lo portava al villaggio ancora neonato. Selvaggio indossa un cappello fatto di foglie e un perizoma, cammina a piedi nudi e non sa parlare, ma emette dei suoni per farsi capire dagli altri Puffi. È coetaneo degli altri Puffi adulti, è in grado di parlare con ogni tipo di animale e chiede spesso il loro aiuto. A differenza del fumetto, la sua storia nella serie animata è maggiormente sviluppata e apre la settima stagione. Nei cartoni Selvaggio è accompagnato dallo scoiattolo Dentone (Chitter) , uno scoiattolo di colore grigio chiaro, ed è ammirato dai Puffolini, in particolare da Naturone che vorrebbe vivere come lui e che condivide con lui la capacità di parlare agli animali. Puffo Selvaggio è capace di usare le liane per dondolarsi nella foresta, è in grado di saltare da altezze eccezionali, e di arrampicarsi sugli alberi rapidissimamente. È anche il Puffo più veloce nella corsa. Non vive nel villaggio ma in una casa su un albero della foresta dei Puffi, ma va spesso a trovarli. A volte gli altri puffi adulti non comprendono o non accettano le sue caratteristiche di puffo "selvatico", ma sono sempre pronti ad aiutarlo in caso di necessità. Selvaggio a sua volta è sempre pronto ad aiutare i Puffi che vivono nel villaggio.

### Nonna Puffa
Nonna Puffa (in originale Mémé Schtroumpf, in inglese Nanny Smurf o Granny Smurf) apre l'ottava serie dei cartoni animati dopo essere rimasta intrappolata in un castello maledetto per secoli, il Castle Captor. Era conosciuta solo da Nonno Puffo, e i due erano amici prima di lasciarsi per colpa del maleficio del castello, che appare solo ogni 500 anni. Non è chiaro se sia un Puffo femmina già esistente in natura o se fosse in qualche modo stata creata attraverso la stregoneria come Puffetta e Bontina. Ha i capelli grigi, orecchini neri, occhiali, sciarpa rosa, veste viola, ama cucire abiti, e ha per amico una specie di coniglio rosa con la coda bianca di nome Puffolo (Smoogle), che riesce a imitare i suoni e a raggomitolarsi come una palla per correre più veloce e abbattere gli ostacoli. All'inizio Nonna Puffa fa fatica a integrarsi nel villaggio a causa delle sue abitudini molto diverse da quelle degli altri. Nonostante ciò tutti le vogliono molto bene. Come Nonno Puffo, è molto arzilla nonostante l'età, e anche molto astuta e intelligente. È doppiata in italiano da Gabriella Genta.

### Centesimo Puffo
Il Centesimo Puffo (talvolta Puffo Riflesso, in originale Le Centième Schtroumpf, in inglese Reflection Smurf o Hundredth) è la materializzazione del riflesso di Vanitoso in uno specchio che viene colpito da un fulmine. All'inizio parla al contrario e verrà utilizzato per la danza dei Cento Puffi, che fino a quel momento erano solo 99. Nelle stagioni successive alle prime due si aggiungeranno altri Puffi oltre ai canonici 100: Baby Puffo nella terza, Bontina nella quinta, Nonno Puffo nella sesta, Selvaggio nella settima, e Nonna Puffa nella ottava. In questo modo i Puffi diventeranno in tutto 105. Puffo Meccanico e Puffetta Meccanica, essendo entrambi robot, non vengono considerati nell'elenco.

### Segugio
Segugio (in originale Schtroumpf Traqueur, in inglese Tracker Smurf) indossa una piuma rossa sul cappello e ha un ottimo fiuto per i tartufi. Va spesso in esplorazione nella foresta accompagnandosi con un bastone da passeggio. È un personaggio originale della serie animata dove è uno dei protagonisti della seconda stagione.

### Sciattoso
Sciattoso (in originale Schtroumpf Sale, in inglese Sloppy Smurf) ha la passione per la sporcizia, l'immondizia e la frutta marcia. È perennemente sporco e con gli abiti strappati, e il suo cappello gli copre completamente gli occhi. Lo accompagna una mosca che ha addomesticato come un cane e che chiama "Vola Vola" (Fly). È uno dei protagonisti della seconda stagione, e appare anche nella terza. Non ha nulla a che vedere con Sciattone (Slouchy), Puffolino che appare per la prima volta nella quinta stagione.

### Pauroso
Pauroso (Schizzato ne I Puffi - Viaggio nella foresta segreta, Fifone ne I Puffi (serie animata 2021), in originale Schtroumpf Peureux, in inglese Scaredy Smurf), come dice il suo nome, si spaventa facilmente per qualsiasi cosa, da un piccolo insetto al rumore di un temporale. A causa delle sue paure, spesso viene deriso dagli altri puffi. Ma in alcune avventure dimostra un grande coraggio. Una volta fu capace d'inseguire da solo Gargamella fino a scacciarlo dal villaggio, superando la propria paura. Per un periodo, è stato poi chiamato "Puffo Coraggioso" perché una volta è rimasto impassibile di fronte a Gargamella. Puffetta ammette di avere una simpatia speciale per lui, dal momento che è più sensibile della maggior parte dei puffi. In seguito aggiunse alla sua paura anche la timidezza. È doppiato in italiano da Liliana Sorrentino (prima voce), Loredana Nicosia (seconda voce) e Renato Novara (I Puffi (serie animata 2021).

### Gentilone
Gentilone (in originale Schtroumpf Bonasse, in inglese Pushover Smurf) è un puffo sempre disposto a fare favori agli altri.

### Malatino
Malatino (talvolta Freddoloso, in originale Schtroumpf Frileux, in inglese Sneezy Smurf) è molto sensibile al freddo. Ha sempre i brividi, ed è sempre avvolto in una grande sciarpa. Indossa anche guanti e paraorecchi, ma nonostante ciò è sempre raffreddato e starnutisce spesso. Sembra che sia il suo stesso corpo a generare il freddo: per esempio quando riesce a tenere fresche delle bevande portandole semplicemente con sé, oppure quando tenta di soffiare per fare delle bolle di sapone che però diventano dei cubetti di ghiaccio.

### Debolino
Debolino (in originale Schtroumpf Chétif, in inglese Weakling Smurf) è gracile, ma cerca di essere atletico. Quando Forzuto organizza i giochi olimpici (storia pubblicata nel 1980), Debolino decide di rinunciare, ma Grande Puffo gli darà una pozione speciale che gli permetterà di competere e di essere premiato. Alla vista della medaglia però confesserà di aver barato. Grande Puffo poi rivelerà che la sua pozione non era altro che una forma di marmellata innocua che aveva dato a Debolino al fine di tirargli su il morale. Ne I Puffi (serie animata 2021) è doppiato in italiano da Paolo Vivio.

### Litigone
Litigone (in originale Schtroumpf Batailleur, in inglese Tuffy Smurf) ha un carattere molto litigioso. Viene raffigurato con un grosso cinturone nero dalla fibbia gialla. Nonostante l'apparenza tende a scappare quando c'è un pericolo serio, come il gatto Birba.

### Lanoso
Lanoso (in originale Schtroumpf Vacher, in inglese Wooly Smurf) taglia la lana delle pecore e indossa un cappello di lana grezza, un fazzoletto rosso intorno al collo e una cintura a cui tiene legate le cesoie. È orgoglioso del suo lavoro e nella versione originale inglese parla con un accento del Texas.

### Minatore
Minatore (in originale Schtroumpf Mineur, in inglese Miner Smurf) passa la maggior parte del suo tempo a raccogliere gemme e altri minerali nella miniera, situata nei dintorni del villaggio. È molto orgoglioso del suo lavoro, e preferisce trovare materiale per le varie costruzioni del villaggio, piuttosto che l'oro, che non ama particolarmente dal momento che è troppo malleabile. Nei cartoni animati viene raffigurato come un normale Puffo, eccetto per guanti verde-gialli e una piccola candela di cera in cima al suo cappello sporco per l'illuminazione. Nei fumetti viene invece raffigurato piuttosto diverso dagli altri Puffi: indossa una vecchia giacca e pantaloni di colore blu scuro, un cravattino rosso e un cappello in metallo (che ha la stessa forma dei berretti degli altri Puffi) con una candela sulla punta. Nei cartoni animati in lingua inglese Minatore parla con un accento irlandese (esclamando spesso "Faith e Begorrah!"). Contrariamente a ciò che potrebbe far pensare la sua attività il Puffo Minatore non sa cosa farsene dell'oro. È doppiato in italiano da Gianni Williams (prima voce) e Massimo Rinaldi (seconda voce).

### Timido
Timido (in originale Schtroumpf Timide, in inglese Timid Smurf o Actor Smurf) si sente insicuro perché non ha molti amici, ma quando a teatro impersona vari Puffi, da quel momento viene rinominato Puffo Attore.

### Piagnucolone
Piagnucolone (in originale Schtroumpf Pleureur, in inglese Weepy Smurf) è il più introverso e sentimentale fra i Puffi. È tormentato da una tristezza che scaturisce dalla consapevolezza di non essere capito dai suoi amici. Si sente sempre in colpa quando fa un errore o danneggia qualcosa. La vita del Puffo Piagnucolone è una ricerca perenne dell'amore e di essere capito. Viene spesso raffigurato mentre piange e si dispera. Ha il pianto facile e porta sempre con sé un fazzoletto a scacchi arancione e giallo. Nel doppiaggio italiano viene identificato con Timido, il Puffo che piange sempre.

### Architetto
Architetto (in originale Schtroumpf Sculpteur, in inglese Architect Smurf) progetta le case a fungo del villaggio, tra cui quella di Nonna Puffa nell'ottava stagione della serie animata.

### Spazzacamino
Spazzacamino (in originale Schtroumpf Ramoneur, in inglese Sweepy Smurf) ha sempre una scopa per il camino, un cappello nero a tesa, una sciarpa rossa intorno al collo e pantaloni neri. Si porta sempre dietro una nube di fuliggine, sporcando chi gli si avvicina. È doppiato in italiano da Massimo Lodolo.

### Boscaiolo/Taglialegna
Boscaiolo (talvolta Taglialegna, in originale Schtroumpf Bûcheron, in inglese Lumberjack Smurf o Timber Smurf) taglia gli alberi con un'ascia per far legna per i camini del villaggio o per la diga. Nei fumetti indossa un cappello di maglia con un ponpon sulla punta e una camicia di flanella rossa. Nei cartoni animati è vestito come tutti gli altri Puffi e ha sempre un'ascia in mano.

### Gustino
Gustino (in originale Schtroumpf Marco, in inglese Marco Smurf) indossa un vecchio cappello inglese e ha una bussola al collo. Viaggia per mare per portare le spezie ai Puffi. Dopo due anni senza sue notizie, i Puffi organizzano una spedizione per cercarlo nell'episodio 22 della quinta serie. Può essere confuso col Puffo Marinaio o Navigatore dei fumetti. È doppiato in italiano da Massimo Lodolo.

### Dubbioso
Dubbioso (talvolta Indeciso, in originale Schtroumpf Distrait, in inglese Flighty Smurf) non sa mai che decisione prendere.

### Don Puffo
Don Puffo (in originale Don Schtroumpf, in inglese Don Smurfo) è un personaggio immaginario che fuoriesce da un libro di favole che Quattrocchi legge ai Puffolini. Nei cartoni animati, in un episodio è Burlone travestito che corteggia Puffetta, suonando una versione Puffa di "O Sole Mio".

### Puffo Nessuno
Puffo Nessuno (in inglese Nobody Smurf) ha una bassa stima di sé stesso. Nell'episodio Nobody Smurf ("Puffo Nessuno"), un goblin malefico, di nome Mystico, trasforma i Puffi modificando il loro comportamento: le azioni di ciascun Puffo vengono esasperate in base ai loro nomi. Il Puffo Nessuno riesce a sconfiggere il folletto senza volerlo, mettendosi sulla testa un calice d'oro dopo un inseguimento. Dice al folletto di chiamarsi "Nessuno", facendolo infuriare così tanto da non riuscire a mutare questo particolare puffo e rimanendo così imprigionato. Una volta intrappolato, gli altri Puffi tornano alla normalità. Il Grande Puffo, rivolgendosi a Nessuno, gli dice che poiché Nessuno ha salvato i Puffi dal Goblin, "tu sei qualcuno", frase che ispira fiducia a Nessuno e lo spinge a cambiare il suo nome in Puffo "Qualcuno" (Somebody Smurf). È doppiato in italiano da Massimo Lodolo.

### Puffo Copione
Puffo Copione (in originale Schtroumpf Amateur, in inglese Dabbler Smurf) ha difficoltà ad avere una vocazione propria ed è affascinato da quella degli altri.

### Dottor Puffo
Dottor Puffo (in originale Docteur Schtroumpf, in inglese Doctor Smurf) all'inizio era un Puffo normale, ma quando Grande Puffo viene colto da un esaurimento nervoso per aver lavorato troppo, inizia a curare tutti al posto suo, crea un ospedale e mette inconsapevolmente in pericolo la salute di Grande Puffo dandogli una pozione di assenzio mescolato con un intruglio di quadrifogli. Ne I Puffi (serie animata 2021) è doppiato in italiano da Stefano Sperduti.

### Curiosone
Curiosone (talvolta Curioso e Impiccione ne I Puffi - Viaggio nella foresta segreta, in originale Schtroumpf Curieux, in inglese Nosey Smurf) ha sempre voglia di sapere tutto. In realtà, è talmente curioso che sbircia nelle faccende degli altri Puffi, causando mille problemi a tutti e mettendo in pericolo i suoi compagni Puffi ficcando il naso nei piani delle streghe gemelle alla ricerca della città perduta di Yore nella seconda serie animata. Nel cartone animato dalla settima stagione diventa il "Puffo Giornalista". È doppiato in italiano da Frank Nelson.

### Reporter (Giornalista)
Reporter (talvolta Giornalista, in originale Schtroumpf Reporter, in inglese Reporter Smurf) è il giornalista del villaggio. Gli piace scrivere articoli sensazionali per il suo giornale, e ha la tendenza a cercare notizie controverse, che alla fine gli causano problemi.

### Editore
Editore (in originale Schtroumpf Rédacteur, in inglese Editor Smurf) pubblica il giornale del villaggio.

### Barbiere
Barbiere (in originale Schtroumpf Barbu, in inglese Barber Smurf) indossa un camice celeste chiaro (nei fumetti recenti è di colore giallo) e taglia la barba a Grande Puffo e ha quasi sempre le sue forbici in mano. Il doppiaggio italiano gli conferisce un'inflessione napoletana. È doppiato in italiano da Marco Guadagno (prima voce) e Massimo Lodolo (seconda voce).

### Calzolaio
Calzolaio (in originale Schtroumpf Cordonnier, in inglese Cobbler Smurf) fa le scarpe a Puffetta che considera la sua migliore (e unica cliente). Indossa un grembiule di cuoio.

### Alchimista
Alchimista (talvolta Apprendipuffo, in originale Apprenti Schtroumpf, in inglese Alchemist Smurf) ha un forte interesse per la chimica e gli esperimenti di magia.

### Panettiere
Panettiere (talvolta Fornaio, in originale Schtroumpf Boulanger, in inglese Baker Smurf) è il locale panettiere che dirige un negozio di panetteria e fornisce il pane fresco e dolciumi agli altri puffi del villaggio. Nei fumetti ha spesso una canottiera e un cappello che scende di lato mentre nel film indossa un cappello da cuoco ed ha un mattarello in mano.

### Maldestro
Maldestro o Zuccone (in originale Schtroumpf Bêta, in inglese Dopey Smurf o Dimwitty Smurf) è un puffo che viene rappresentato come il meno intelligente fra tutti i Puffi. Confonde spesso i nomi degli oggetti. Nelle vignette, spesso alcuni Puffi gli chiedono di trovare un determinato oggetto, ma questi ritorna con un oggetto diverso, non avendo ben compreso cosa cercare. Il suo carattere è molto simile a quello di Tontolone, di cui è il migliore amico nella serie del 2021. È doppiato in italiano da Simone Crisari.

### Pretenzioso
Pretenzioso (in originale Schtroumpf Prétentieux, in inglese Pretentious Smurf) appare solo nelle storie a fumetti. Ha un'eccessiva stima di sé stesso e "sogna un podio fatto su misura per lui" per fare evidenziare meglio la sua presunta superiorità.

### Subacqueo
Subacqueo (in originale Schtroumpf Sous-marinier o Schtroumpf Marinier, in inglese Submariner Smurf) utilizza un sottomarino che Inventore ha fatto per lui, ma quando questo non funziona più, viene trasformato in una piscina, e a quel punto il Puffo diventa Puffo Marinaio.

### Marinaio
Marinaio (talvolta Barcaiolo, in originale Schtroumpf Marinier, in inglese Sailor Smurf) è un puffo che, nei fumetti, viene spesso raffigurato con la sua barca, mentre naviga nel Fiume Puffo.

### Pescatore
Pescatore (in originale Schtroumpf Pêcheur, in inglese Fisher Smurf) è un personaggio che appare solo nei fumetti. Il suo hobby preferito è la pesca. Stranamente non usa ganci sulla sua canna da pesca, perché potrebbe "ferire i suoi pesci". Infatti non si vede mai mentre riesce a prendere un pesce. La maggior parte delle volte si vedono apparire altri puffi che chiedono a Pescatore se sta riuscendo a prendere pesci, facendolo solo infastidire. Talvolta, il Puffo Pescatore va anche a caccia di farfalle. Raramente appare nelle storie principali, mentre figura spesso nelle storie brevi di una sola pagina (pufferie).

### Cacciatore
Cacciatore (in originale Schtroumpf Chasseur, in inglese Hunter Smurf) viene spesso raffigurato con un retino con cui va a caccia di farfalle. Appare soprattutto nelle raccolte di fumetti brevi di una pagina (pufferie).

### Arciere
Arciere (in inglese Archer Smurf) indossa una piuma sul cappello, ha arco e frecce, ma non riesce mai a centrare i suoi bersagli. Appare soprattutto nelle raccolte di fumetti brevi di una pagina (Pufferie).

### Mugnaio
Mugnaio (in originale Schtroumpf Meunier, in inglese Miller Smurf) è il locale mugnaio del villaggio che fornisce la farina e il grano al Puffo Panettiere. Viene raffigurato con un cappello bianco a strisce blu con la punta girata indietro, una maglia blu a maniche lunghe, calzoni bianchi, un fazzoletto rosso al collo e un paio di zoccoli di legno. Spesso ha con sé un grosso sacco di farina che porta sulle sue spalle.

### Infermiere
Infermiere (in originale Schtroumpf Infirmier, in inglese Nurse Smurf) è addetto a curare le ferite e gli infortuni che spesso capitano ai vari puffi del villaggio.

### Coraggioso
Coraggioso (in originale Schtroumpf Téméraire, in inglese Gutsy Smurf) è un personaggio introdotto nel film del 2011. Indossa un kilt scozzese e ha lunghe basette marroni. È doppiato in italiano da Simone Mori.

### Narratore
Narratore (in originale Schtroumpf Narrateur, in inglese Narrator Smurf) è uno dei nuovi Puffi apparsi nei film in 3D, in cui ha una breve parte. Il suo ruolo è quello di narratore della storia e solitamente parla rivolgendosi al pubblico. La sua voce (non sempre) fuori campo che racconta le vicende che avvengono in quel momento. Si distingue per un maglione chiaro aderente a collo alto con sopra una giacca blu e un paio di occhiali da vista, meno vistosi di quelli di Quattrocchi. È uno dei Puffi creati appositamente per il film. È doppiato in italiano da Marco Mete.

### Pestifera
Pestifera (in inglese Vexy) è una Monella creata da Gargamella. Appare nel film I Puffi 2, ha la statura di un Puffo, ma la sua pelle è grigia. Ha i capelli neri corti con 2 meches turchesi, indossa una canottiera a righe orizzontali rosse e nere, una gonna blu scura con una cintura di pietre preziose (zaffiro) e un cappello di lana simile a quello dei Puffi. Diventerà una vera Puffa. Nel film non si fa menzione di altre Puffe femmine a parte lei e Puffetta (sua sorella). Frullo è suo fratello gemello. Quando Brontolone la incontrerà s'innamorerà di lei. È doppiata in italiano da Alessia Amendola.

### Frullo
Frullo (in inglese Hackus) è un Monello creato da Gargamella. Appare nel film I Puffi 2, ha la statura di un Puffo, ma la sua pelle è grigia. Ha i capelli rossi e disordinati, gli zigomi e il mento sporgente. Indossa un vestito di lana grigia simile a quello dei puffi. Diventerà un vero Puffo. Pestifera è sua sorella gemella. Appena arriverà al villaggio dei Puffi conquisterà subito la simpatia degli altri dando a Quattrocchi un calcio che lo spedirà in orbita. È doppiato in italiano da Fabrizio Vidale.

### Tamburino
Tamburino (in originale Schtroumpf Tambourin, inglese Drummer Smurf) è un Puffo che viene raffigurato sempre con il suo tamburo. Il suo compito è quello di annunciare le notizie all'intero villaggio richiamando l'attenzione con il suono del suo tamburo. Questo personaggio compare soprattutto nei fumetti, mentre nei cartoni animati viene confuso con il Puffo Stonato.

### Karate
Karate (in originale Schtroumpf des arts martiaux, in inglese Karate Smurf ) pratica arti marziali, e viene visto nel terzo film insegnarle ad altri Puffi.

### Mago
Mago (in inglese Magician Smurf) è un Puffo che appare solo nelle storie brevi a fumetti e brevemente nel film I Puffi - Viaggio nella foresta segreta. Viene sempre raffigurato con la sua sfera magica di cristallo. Ha un cappello e una maglia di colore viola con disegnate delle stelle gialle.

### Credulone
Credulone (in inglese Gullible Smurf) appare nel film I Puffi - Viaggio nella foresta segreta. È la personificazione della vittima ideale del Puffo Burlone. Nei fumetti e nei cartoni animati viene identificato con Quattrocchi.

### Vincente e Perdente
Vincente e Perdente appaiono nel film I Puffi - Viaggio nella foresta segreta in cui giocano a dama con risultati opposti.

### Strizzapuffo
Strizzapuffo  è il classico strizzacervelli introdotto nel film I Puffi - Viaggio nella foresta segreta.

### Mangiatavoli
Mangiatavoli è un personaggio singolare introdotto nel film I Puffi - Viaggio nella foresta segreta, sempre intento a mordere un tavolo.

### Postino
Postino è un personaggio che appare solo nei fumetti e brevemente nel film I Puffi - Viaggio nella foresta segreta. Il suo compito è quello di consegnare la corrispondenza nel villaggio dei Puffi. Viene sempre raffigurato con la sua borsa a tracolla piena di lettere.

## Amici

### John e Solfamì
John (in originale Johan) è un giovane cavaliere dai capelli neri e vestito arancione o giallo, vivente in un piccolissimo regno, mentre Solfamì (in originale Pirlouit; in inglese Peewit) è un nano o un ragazzino dai capelli biondi e il cappello rosso che John incontra in uno dei suoi viaggi per conto del re. I due diventano subito grandi amici nonostante le loro personalità opposte. Si imbatteranno nel villaggio dei Puffi nel corso della storia I puffi e il flauto magico, da cui è stato tratto il film Il flauto a sei Puffi. Da allora i due umani aiutano i piccoli omini blu, che a loro volta forniscono loro volentieri le proprie conoscenze. John possiede un cavallo bianco di nome Baiardo (Bayard), mentre la cavalcatura di Solfamì è una capra nera di nome Carotina (Biquette). Solfamì normalmente fa il giullare di corte. I due esseri umani sono spesso protagonisti di interi episodi della seconda e della terza serie animata, assieme al Buon Re, a sua nipote Lavinia e a Madame Barbara. Sebbene gli episodi presentino sempre come titolo "I Puffi", in Italia giornali e pubblicità li accreditano come serie spin-off.

### Patrick e Grace Winslow
Sono due umani che vivono a New York e appaiono nei primi due film dei Puffi. Hanno un bambino, chiamato Blue, che appare nel secondo film.

### Gerardo
Gerardo (in originale Gerard), amico dei Puffi, è un giovane principe dai capelli castano chiaro, poi diventato Re Gerardo (King Gerard). Una volta monarca indossa il classico mantello regale e la corona a punte. Stringe amicizia col Puffo Meccanico.

### Teodoro
Principe Teodoro (King Theodore) ha i capelli bruni. Il suo peggior nemico è il malvagio mago Morlock (Morlock).

### Mago Omnibus
Anziano stregone umano (Homnibus) dalla lunga barba bianca, è amico di vecchia data di Grande Puffo, con cui piace giocare a scacchi o a dama. Ha un cappuccio in testa e un'aria sempre rilassata. Vive in una casa isolata e si sente spesso solo, perciò Grande Puffo lo va spesso a trovare volando dal mago con la cicogna Bianca. Appare fin dalla prima serie animata. Omnibus ha un giovane servitore di nome Olivier, anche se nella maggior parte degli episodi animati appare da solo. Possiede molti libri di incantesimi che presta volentieri a Grande Puffo ed è in buoni rapporti con Madre Natura. Il suo aiuto è determinante per far rivivere la Pietra della Lunga Vita, che consente ai Puffi di vivere centinaia di anni.

### Madre Natura
È un'anziana fata dai capelli bianchi e vestita di rosa (in originale Dame Nature, inglese Mother Nature) in grado di controllare la natura. Vive in un bellissimo castello dall'aspetto fatato, ha un gufo per amico e messaggero, ed è in ottimi rapporti sia con i Puffi che con Padre Tempo. Indossa una corona di fiori gialli in testa, e usa bacchette magiche per realizzare le sue opere: di solito una sola, talvolta anche quattro. Qualche volta si fa aiutare da Grande Puffo o da Naturone nel suo lavoro. È la sorella dell'Uomo Della Luna.

### Padre Tempo
Anziano stregone (Le Père Temps, in inglese Father Time) in grado di controllare il tempo. È in ottimi rapporti sia con i Puffi che con Madre Natura. È un uomo alto e magro vestito di bianco, a volte un po' burbero, con capelli lunghi, una lunghissima barba grigia, e una grossa falce in mano capace di aprire squarci nel tempo. Vive in una caverna con orologi e clessidre.

### Cucciolo
Cucciolo (Puppy) è un cagnolino magico donato ai Puffi dal mago Omnibus. È molto affettuoso, ma considerate le sue dimensioni rispetto ad un Puffo spesso combina diversi guai. Al collo ha un medaglione magico a forma di cuore e il suo padrone è Baby Puffo. Assomiglia a un bracchetto grigio con macchie marroni, grosso naso, ampie orecchie e coda corta, ma la sua razza non è specificata. Non è in grado di parlare, ma ha un ottimo fiuto e spesso difende i Puffi dal gatto Birba, e indirettamente da Gargamella. È molto amato dai Puffolini, che lo usano come cavalcatura.

### Bue Grasso
Bue Grasso (in originale Grossbouff, inglese Bigmouth, "grossa bocca") è un orco di grande corporatura ma piuttosto bonaccione ed ingenuo di carattere. Il cibo è la sua preoccupazione principale: ha sempre fame ed è talmente vorace da arrivare a mangiare cose non commestibili. Inoltre non è raro che Bue Grasso faccia irruzione in casa di Gargamella per razziarne la dispensa. Ha sempre odiato lo stregone e lo picchia quando Gargamella lo infastidisce. Nella quarta stagione animata si innamora e sposa l'orchessa Mucca Grassa (in originale Gros-Nez o Gros-Pif, inglese Bignose, "grosso naso" per via del grande naso sporgente) e in un episodio deve accudire il piccolo nipotino Piedone (Bigfeet, "grossi piedi") con l'aiuto dei Puffi. Bue Grasso è neutrale nell'eterna lotta tra i Puffi e Gargamella: anche se a volte crea problemi ai Puffi a causa della sua mole e della sua voracità, altre volte li difende grazie alla sua immensa forza fisica. Bue Grasso in realtà ha buoni sentimenti, e non è raro vederlo piangere o soffrire di solitudine, quando non è in compagnia di Mucca Grassa. Veste di rosso con pantaloni verdi, cintura di corda e scarpe rosse, ha una testa piuttosto piccola rispetto al corpo enorme, pochi capelli neri in cima alla testa, e due bracciali di cuoio ai polsi. È il miglior amico di Puffo Meccanico. È doppiato in italiano da Raffaele Uzzi (prima voce), Arturo Dominici (seconda voce), Gigi Angelillo (terza voce) e Michele Botrugno (I Puffi (serie animata 2021).

### Bianca
È una cicogna bianca amica dei Puffi, loro mezzo di trasporto per tutti gli aiuti avventurosi e anche portatrice di messaggi diretti verso esseri umani loro amici. Non vive nel villaggio ma viene chiamata da Grande Puffo quando necessario. In inglese è chiamata Feathers, "piume" o "penne" (al plurale). Appare nei cartoni fin dalla prima serie. È una grande volatrice come le cicogne del mondo reale. Assomiglia anche molto a una cicogna vera nell'aspetto, con piumaggio in parte bianco e in parte nero, becco lungo, e occhi "a mandorla", ma a differenza delle cicogne reali che sono mute Bianca ogni tanto emette dei versi.

### Puffolo
(Smogueule, in inglese Smoogle) È un animaletto color rosa o magenta dalla coda bianca  simile a un coniglio, o secondo alcune interpretazioni ad un marsupiale, ed è l'animale da compagnia di Nonna Puffa (Mémé Schtroumpf) che lo coccola con grande affetto. Riesce ad imitare versi e suoni di ogni tipo, ad allungare le orecchie, e a raggomitolarsi a palla abbattendo gli ostacoli che incontra. Spesso aiuta i Puffi quando sono in pericolo, come fa Cucciolo. Ha una forza fisica notevole in rapporto alle sue dimensioni, inferiori a quelle di un Puffo.

### Laconia
Amica dei Puffi (in originale Luciola, in inglese Laconia), è una folletta bionda con orecchie a punta: essendo sordomuta, si esprime col linguaggio dei segni. È di poco più alta di un Puffo adulto e adora i fiori e le piante. Deve il suo nome alla sua condizione (laconico significa taciturno). Si sposa con Tronchetto.

### Tronchetto
Tronchetto (Woody) è un folletto coi capelli rossi, che sposa Laconia. Suona il flauto di Pan e, a differenza della sua amata, non è sordomuto.

### Denisa
È la nipote del mago Baldassarre e diventa molto amica di Bontina, avendo le sue stesse caratteristiche. È una bambina con un fiocco rosso sui suoi capelli lunghi e neri, e vestito viola. È molto buona e coraggiosa come la Puffolina, molto diversa da suo zio Baldassarre o da Gargamella. Quando strilla, Denisa crea echi di voce così potenti da rompere gli oggetti.

### Cupido
Il piccolo messaggero alato (Cupid) lancia frecce dorate per diffondere l'amore, anche se a volte sbaglia la mira e colpisce l'obiettivo sbagliato. È odiato da Cloridrite. Pur avendo il fisico di un bimbo, ha una fisionomia da uomo adulto.

### Folletti dei Salici
I Folletti dei Salici (Pussywillow Pixies) sono piccoli esseri volanti simili a persone con ali da insetto, che vivono non lontano dai Mostri Rospi. Vengono spesso catturati da questi ultimi e sono amici dei Puffi.

## Nemici

### Gargamella
Gargamella (Gargamel) è uno stregone malvagio e spietato, anche se sgangherato e spesso comico. È il principale antagonista dei Puffi, e il suo obiettivo è catturare i Puffi per mangiarli tutti, o per trasformare almeno sei di loro in oro puro, diventando così ricco, o semplicemente per vendicarsi di loro. Gargamella è totalmente ossessionato dai Puffi, molto irascibile, arrogante, ipocrita e sfortunato. Nonostante le sue ambizioni non è dotato di grandi poteri né di grande astuzia: inoltre sembra essere più un alchimista che un vero mago. Ha un vestito nero pieno di pezze grigie, scarpe rosse, naso lungo, pochi capelli neri sulle orecchie, un solo dente marcio, e una inconfondibile risata diabolica. Vive in una isolata e malconcia stamberga in cima a una collina arida, insieme al suo gatto Birba. Spesso costruisce trappole nel bosco per catturare i Puffi, e non di rado inventa strani e a volte innovativi marchingegni per riuscire a prenderli, marchingegni che però spesso non funzionano o si guastano. Qualche volta Gargamella mostra di avere un po' di sensibilità, per esempio ama sua madre che vive lontano da lui, e il suo gatto, nonostante spesso lo maltratti. È doppiato da Gastone Pescucci (prima voce), Claudio Sorrentino (seconda voce) e Paolo Buglioni (terza voce).

### Birba
Birba (in originale Azrael, "angelo della morte") è femmina nell'adattamento italiano, maschio in originale (nei primi fumetti era femmina, ma diventa maschio dal cartone animato in avanti, e il cambiamento è stato mantenuto in tutti gli adattamenti, inclusi i film e i fumetti successivi). Si tratta del gatto del mago Gargamella. Ha sempre una gran voglia di catturare e mangiare i Puffi, ma non ci riesce mai. Gargamella tratta Birba quasi sempre come una 
schiava, picchiandola o chiamandola "miserabile gattaccia" e cose simili. Il padrone inoltre spesso le dice che i "maledetti puffacci" sono solo tutti per lui, lasciandola delusa. Oltre a miagolare, Birba è in grado di dire brevi frasi (nella versione originale in inglese non parla). Quando Gargamella ride con cattiveria, la gatta spesso ride in modo uguale: altre volte invece mostra scetticismo verso il suo padrone e sogghigna quando fallisce. Non lo considera molto astuto. Ha un taglio sull'orecchio destro, ed è odiata dalla madre di Gargamella. È di colore arancione sopra e bianco sotto. È spesso inseguita dal cane dei Puffi, Cucciolo, con il quale litiga spesso. Birba ha timore anche di Bue Grasso, di Agata e del suo avvoltoio, di Baldassarre e del suo drago, e dell'alce amico di Grande Puffo. Quando Lenticchia si unisce a Gargamella nella sesta serie animata, Birba spesso commenta assieme al giovane apprendista a proposito della effettiva stupidità di Gargamella. È doppiata in italiano da Paola Giannetti (prima voce), Giuppy Izzo (seconda voce), Fiamma Izzo (terza voce) e Anna Maria Laviola (I Puffi (serie animata 2021).

### Lenticchia
Lenticchia (Scruple,  letteralmente "scrupolo") è un ragazzino con i capelli rossi, cappello blu, veste grigia, mantello e scarpe blu, e diventa l'apprendista stregone di Gargamella dalla sesta all'ottava serie animata. È stato espulso dalla sua scuola di magia per cattiva condotta e mandato da Gargamella dai suoi docenti. È di carattere molto pigro, dispettoso e capriccioso, ma non necessariamente cattivo. Anche lui deve riuscire a catturare i Puffi, azione che però, con Gargamella finisce sempre male. Spesso, come Birba, Lenticchia riesce a prevedere in anticipo il fallimento dei piani di Gargamella, che tratta con poco rispetto, chiamandolo "Garghi" e spesso definendolo "un vero idiota". Lenticchia fa normalmente fatica a sopportare Gargamella: molte volte dimostra di essere più accorto e intelligente di lui, anche se Gargamella si appropria delle intuizioni di Lenticchia come se fossero sue. Lo stregone si mostra tipicamente ingrato verso Lenticchia trattandolo male come fa con Birba, e lo usa più come il suo servetto che come il suo discepolo contrariamente a quanto Lenticchia sperava inizialmente. Lenticchia non condivide con Gargamella l'ossessione per i Puffi: è più interessato ai suoi propri esperimenti di magia, e a volte mostra il desiderio di essere riammesso nella sua vecchia scuola e di farsi una propria vita. Dimostra a volte un sarcasmo molto accentuato quando deride Gargamella, mentre è in migliori rapporti con Birba.

### Agata
Agata (Hogatha) è una strega vecchia, malvagia e piuttosto sgangherata, ma a differenza di Gargamella ha talento per la magia. Vive in un castello isolato e sa trasformare sé stessa o altri esseri in altre cose. Un suo classico è trasformare le sue vittime in rane. Occasionalmente causa problemi ai Puffi, ma non è ossessionata da loro come Gargamella. Di aspetto è bassa, tozza, con un grande nasone verrucoso, è vestita con una veste viola chiaro e porta una parrucca rossa a boccoli che nasconde la sua calvizie. È affiancata da un grosso e paziente avvoltoio dal piumaggio nero e dal collo rosso di nome Edgard, James o Harold a seconda della stagione animata, sul quale vola stando in piedi, usandolo come mezzo di trasporto. Agata spesso maltratta il suo uccello. Agata si crede molto bella e spesso si innamora e vuole sposare principi o altri uomini, ma senza riuscirci mai. Non ama molto l'igiene personale:  Hogatha è un gioco di parole tra hog, "porco", e Agatha (versione inglese del nome Agata). Ogni tanto Agata emette suoni simili a grugniti mentre parla. Odia Gargamella e a volte lo colpisce con fulmini quando è arrabbiata.

### Cloridrite
Cloridrite (Chlorhydris) è un'anziana e potente strega, che odia l'amore in tutte le sue forme e cerca sempre di rimuoverlo dal mondo. È vestita di blu-viola scuro e vive in un castello-osservatorio con tanto di grande telescopio e finestre a forma di asso di picche in cima ad una montagna, assieme ad un tucano parlante (che spesso la deride). Si scontra spesso con i Puffi, nonché con tutti coloro che mostrano amore, come Cupido e Babbo Natale. Da giovane amava un uomo di nome Manfredo, ma una strega rivale chiamata Drusilla lo tramutò in pietra nel giorno del matrimonio: ciò causò il suo odio per l'amore.

### Baldassarre
Baldassarre (in originale Balthazar, Lord Balthazar) è un potentissimo mago e il padrino e mentore di Gargamella. Di grossa stazza, Baldassarre è completamente calvo, con una cuffia in testa, baffetti neri e pizzetto nero al mento, l'abito viola e mantello nero. Vive assieme a un corvo e i suoi servitori dentro un lugubre castello posto su una montagna, pieno di trappole, di luci sinistre, e circondato da un fossato pieno di lava bollente nel quale vive un drago chiamato il Mostro del Fossato (Moat Monster). Baldassarre usa a volte come arma un archibugio. A differenza degli altri maghi non usa se non raramente la magia, che ritiene superflua, e desidera spesso conoscere il futuro. Non ha rispetto per Gargamella che considera la pecora nera della famiglia e non ne condivide nemmeno l'ossessione ingorda per i Puffi pur essendo interessato a trasformarli in oro. Quando Gargamella va da lui per chiedergli consigli su come catturare i Puffi, a volte gli ruba qualche libro di incantesimi, facendolo spesso infuriare.

### Madre di Gargamella
La madre di Gargamella (Mummy) è una strega perfida come il figlio, a cui ha insegnato la magia. Spesso viene invocata da Gargamella, specialmente quando è in difficoltà. Assomiglia moltissimo al figlio nell'aspetto e nel viso, tranne che per i capelli lunghi e grigi, e a differenza di Gargamella non sopporta i gatti preferendo invece i cani. Vive in una piccola casa e spesso va a trovare suo figlio di sorpresa nella sua stamberga rimproverandolo per i suoi fallimenti. Quando cucina per Gargamella, gli fa spesso venire mal di stomaco.

### Mostri Rospi
I Mostri Rospi (in originale les Véruqueux, in inglese Wartmongers) sono creature parlanti bipedi della classe Anfibi, piene di verruche sulla pelle, con aculei sulla testa, denti aguzzi e piedi a due dita. A volte catturano i Puffi, anche se non per mangiarli. Sono leggermente più grandi dei Puffi ma molto più piccoli di un essere umano, e anche più piccoli di Birba. Vivono nel loro proprio mondo paludoso non lontano dal Villaggio dei Puffi, detto la Palude dei Brividi e dei Sospiri (Creepy Deepy Swamp). I due mondi sono divisi dal Fiume Puffo, che confluisce nel Fiume Rospo e alimenta le coltivazioni di fango del loro mondo.
Stagnoso (Sludge), Fangoso (Slop) e Melmoso (Slime) sono tre Mostri Rospi, imbranati cacciatori della palude. Il primo ha un anello al naso ed è il leader del trio, il secondo è il più alto e dice spesso solo "Già!", il terzo è il più basso, ha pelle più chiara degli altri due ed è guercio a un occhio. Sono tutti al servizio di Re Paludone (King Bullrush), grasso sovrano del loro stagno, che veste con un abbigliamento raffinato in stile mediorientale. Re Paludone è affiancato da un piccolo giullare chiamato Sporcher (Slag) e spesso maltratta i suoi tre cacciatori e il suo giullare quando è arrabbiato. I mostri rospi catturano le loro vittime con cornamuse nere dette "sparabolle" che emettono grosse bolle fluttuanti che intrappolano i malcapitati.

### Nemesis
Nemesis era un potente mago umano, acerrimo rivale di Nonno Puffo. A causa di quest'ultimo viene tramutato in una creatura dall'aspetto orribile: non si mostra in volto ma è tanto raccapricciante da essere insopportabile alla vista, per cui lo nasconde sotto un cappuccio mostrandolo solo quando vuole terrorizzare qualcuno di proposito. Torna dopo molti anni per vendicarsi di Nonno Puffo, e cerca di rubare la Pietra della Lunga Vita ai Puffi per diventare immortale. Indossa un mantello viola, è curvo di schiena, ha occhi rosso fuoco, pelle verdastra, orecchie a sventola, testa piena di pustole, un anello magico a forma di teschio su un dito delle mani dotate di dita artigliate, ed è uno stregone molto potente. Dopo essere stato trasformato in mostro ha costantemente un incontrollabile singhiozzo. Doppiato in originale da John Astin e in italiano da Giuseppe Rinaldi.

### Matteo Manolesta
(in originale Mathieu Torchesac) È il principale antagonista nel film Il flauto a sei Puffi.